# 유니레버

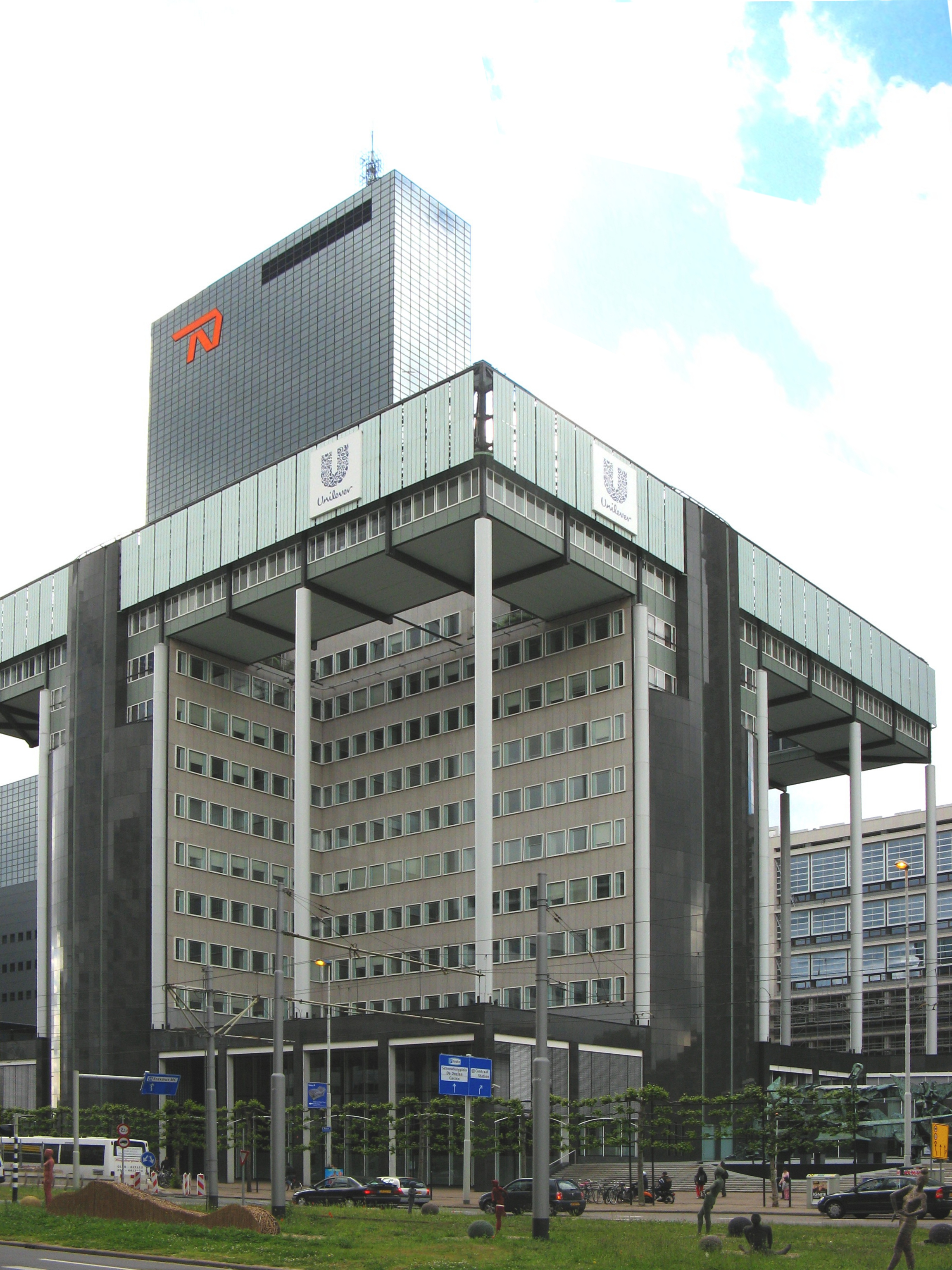
로테르담 유니레버 이전 본사

유니레버 plc(영어: Unilever plc)은 영국에 본사가 있는 다국적 기업이다.

## 역사
1929년 비누를 제조하는 영국의 레버 브라더스와 마가린을 생산하는 네덜란드의 마가린 유니가 합병하며 설립되었다. 자회사로는 립톤, 벤앤제리, 도브, 선실크 등이 있다. 대한민국에서는 1982년에 태평양화학의 치약판매 계약체결되었다 1985년 애경산업의 생활부분 애경의 합작 파트너로 삼으면서 대한민국 시장을 공략하기 시작했다. 이후 유니레버는 애경에 결별을 선언했고 1992년 유니레버코리아를 신규기업을 설립하며 독자적인 사업에 나섰다. 1993년 대한민국의 식용유업체인 동방유랑과 합작으로 해표-유니레버를 합작설립 하였다 2015년 기준으로 유한킴벌리와 함께 업무체결을 맺은 상태이다. 또한 스키피 땅콩버터 브랜드는 2013년 호멜에 매각된 바 있다.

## 브랜드
- 도브
- 바세린
- 수아브 프로페셔널
- 수아브
- 클리어
- 트레제메
- 선실크
- 시트라
- 넥서스프로페셔널
- 립톤
- 벤앤제리
- 트레제메
- 살롱 셀렉티브
- 럭스
- 시트라
- 폰즈
- 제스트
- 엘리다 뷰티
- 카버코리아
- 에이에이치씨
- 더말로지카